# Paras et Parasect
Pour les articles homonymes, voir Paras.
Paras (パラス, Paras, dans les versions originales en japonais) et son évolution Parasect (パラセクト, Parasekuto) sont deux espèces de Pokémon de première génération.
Issus de la célèbre franchise de médias créée par Satoshi Tajiri, ils apparaissent dans une collection de jeux vidéo et de cartes, dans une série d'animation, plusieurs films, et d'autres produits dérivés, ils sont imaginés par l'équipe de Game Freak et dessinés par Ken Sugimori. Leur première apparition a lieu au Japon en 1996, dans les jeux vidéo Pokémon Vert et Pokémon Rouge. Ces deux Pokémon sont tous du double type insecte et plante et occupent respectivement les 46e et 47e emplacements du Pokédex, l'encyclopédie fictive recensant les différentes espèces de Pokémon.

## Création
La franchise Pokémon, développée par Game Freak pour Nintendo et introduite au Japon en 1996, tourne autour du concept de capture et d'entraînement de 150 espèces de créatures appelées Pokémon, afin de les utiliser pour combattre des Pokémon sauvages et ceux d'autres dresseurs Pokémon, qu'il s'agisse de personnages non-joueurs ou d'autres joueurs humains. La puissance des Pokémon au combat est déterminée par leurs statistiques d'attaque, de défense et de vitesse et ils peuvent apprendre de nouvelles capacités en accumulant des points d'expérience ou si leur dresseur leur donne certains objets.

### Conception graphique
La conception de Paras et Parasect est le fait, comme pour la plupart des Pokémon, de l'équipe chargée du développement des personnages au sein du studio Game Freak. Leur apparence est finalisée par Ken Sugimori pour la première génération des jeux Pokémon, Pokémon Rouge et Pokémon Vert, sortis à l'extérieur du Japon sous les titres de Pokémon Rouge et Pokémon Bleu,. 

### Étymologie
Paras et Parasect sont initialement nommés Paras (パラス, Parasu) et Parasect (パラセクト, Parasekuto) en japonais. Ces noms sont ensuite adaptés dans trois langues lors de la parution des jeux en Occident : anglais, français et allemand ; le nom anglais est utilisé dans les autres traductions du jeu.
Nintendo choisit de donner aux Pokémon des noms « astucieux et descriptifs », liés à l'apparence ou aux pouvoirs des créatures, lors de la traduction des jeux ; il s'agit d'un moyen de rendre les personnages plus compréhensibles pour les enfants, notamment américains. Paras conserve son nom en anglais, en allemand et en français, tandis que Parasect le conserve également en anglais et en français et est renommé « Parasek » en allemand.
Selon Julien Bardakoff, traducteur français officiel sur la première génération, les noms français des deux Pokémon proviennent du mot « parasite ». Pour Parasect, il s'agit d'un mot-valise composé en plus avec le mot « insecte ».

## Description
Ces deux Pokémon sont l'évolution l'un de l'autre : Paras évolue en Parasect. Dans les jeux vidéo, cette évolution survient en atteignant le niveau 24.
Comme pratiquement tous les Pokémon, ils ne peuvent pas parler : lors de leurs apparitions dans les jeux vidéo tout comme dans la série d'animation, ils sont seulement capables de communiquer verbalement en répétant les syllabes de leur nom d'espèce en utilisant différents accents, différentes tonalités, et en rajoutant du langage corporel.

### Paras
Paras est une espèce d'insecte possédant deux champignons sur le dos. Ces derniers s'appellent des Tochukaso et se nourrissent sur le dos du Paras qui, quant à lui, se sert des champignons pour se défendre de ses ennemis. Ensemble, les deux créatures sont en symbiose.

### Parasect
Tout comme Paras, c'est une symbiose entre un insecte et un champignon (appelé Tochukaso), qui, cette fois-ci, est unique et couvre la quasi-totalité de son corps. Les scientifiques ont souvent cru que les deux organismes se battaient l'un contre l'autre. En vérité, ils forment une symbiose : l'insecte fournit la nourriture qu'il faut au champignon qui le lui rend en lui fournissant la possibilité d'utiliser des poudres afin de se défendre.

## Apparitions

### Jeux vidéo
Paras et Parasect apparaissent dans la série de jeux vidéo Pokémon. D'abord en japonais, puis traduits en plusieurs autres langues, ces jeux ont été vendus à près de 200 millions d'exemplaires à travers le monde.

### Série télévisée et films
La série télévisée Pokémon ainsi que les films sont des aventures séparées de la plupart des autres versions de Pokémon et mettent en scène Sacha en tant que personnage principal. Sacha et ses compagnons voyagent à travers le monde Pokémon en combattant d'autres dresseurs Pokémon. Paras est, dans le dessin animé, une symbiose entre un champignon et un insecte. Une fois transformé en Parasect, on peut utiliser le champignon dans une potion miracle. Parasect apparaît dans la série lorsque Paras évolua avec l'aide des membres de la Team Rocket qui voulaient, eux aussi, son champignon. Il s'agit de l'épisode intitulé La potion miracle.